# Foley (Misuri)
Foley es una ciudad ubicada en el condado de Lincoln en el estado estadounidense de Misuri. En el Censo de 2010 tenía una población de 161 habitantes y una densidad poblacional de 431,68 personas por km².

## Geografía
Foley se encuentra ubicada en las coordenadas 39°2′45″N 90°44′29″O / 39.04583, -90.74139. Según la Oficina del Censo de los Estados Unidos, Foley tiene una superficie total de 0.37 km², de la cual 0.37 km² corresponden a tierra firme y (0%) 0 km² es agua.

## Demografía
Según el censo de 2010, había 161 personas residiendo en Foley. La densidad de población era de 431,68 hab./km². De los 161 habitantes, Foley estaba compuesto por el 96.27% blancos, el 0% eran afroamericanos, el 0% eran amerindios, el 2.48% eran asiáticos, el 0% eran isleños del Pacífico, el 0% eran de otras razas y el 1.24% pertenecían a dos o más razas. Del total de la población el 4.97% eran hispanos o latinos de cualquier raza.